# دومبراد
دومبراد (به مجاری:  Dombrád) یک منطقهٔ مسکونی در مجارستان است که در سابولچ-ساتمار-برگ واقع شده‌است. دومبراد ۵۱٫۸۴ کیلومتر مربع مساحت و ۴٬۰۱۵ نفر جمعیت دارد.